# Polska na Zimowej Uniwersjadzie 2013
Polska na Zimowej Uniwersjadzie 2013 reprezentowana jest przez 85 sportowców.

## Medale
| Medale według dni | Medale według dni | Medale według dni | Medale według dni | Medale według dni | Medale według dni | Medale według dni |
| ----------------- | ----------------- | ----------------- | ----------------- | ----------------- | ----------------- | ----------------- |
| Dzień             | Data              | złoto             | srebro            | brąz              | Razem             |                   |
| Dzień 0           | 11.12             | —                 | —                 | —                 | —                 |                   |
| Dzień 1           | 12.12             | 0                 | 0                 | 1                 | 1                 |                   |
| Dzień 2           | 13.12             | 2                 | 2                 | 1                 | 5                 |                   |
| Dzień 3           | 14.12             | 0                 | 1                 | 0                 | 1                 |                   |
| Dzień 4           | 15.12             | 3                 | 2                 | 0                 | 5                 |                   |
| Dzień 5           | 16.12             | 1                 | 2                 | 1                 | 4                 |                   |
| Dzień 6           | 17.12             | 0                 | 1                 | 0                 | 1                 |                   |
| Dzień 7           | 18.12             | 3                 | 1                 | 0                 | 4                 |                   |
| Dzień 8           | 19.12             | 0                 | 0                 | 0                 | 0                 |                   |
| Dzień 9           | 20.12             | 1                 | 1                 | 0                 | 2                 |                   |
| Dzień 10          | 21.12             | 0                 | 0                 | 0                 | 0                 |                   |

| Medal  | Zawodnik                                                | Dyscyplina            | Konkurencja             | Data       |
| ------ | ------------------------------------------------------- | --------------------- | ----------------------- | ---------- |
| Złoto  | Jan Szymański                                           | łyżwiarstwo szybkie   | 5000 metrów             | 13 grudnia |
| Złoto  | Adam Cieślar                                            | kombinacja norweska   | skocznia normalna/10 km | 13 grudnia |
| Złoto  | Weronika Nowakowska-Ziemniak                            | biathlon              | sprint                  | 15 grudnia |
| Złoto  | Mateusz Habrat                                          | narciarstwo dowolne   | skicross                | 15 grudnia |
| Złoto  | Jan Szymański                                           | łyżwiarstwo szybkie   | 1500 metrów             | 15 grudnia |
| Złoto  | Weronika Nowakowska-Ziemniak                            | biathlon              | bieg pościgowy          | 16 grudnia |
| Złoto  | Maryna Gąsienica-Daniel                                 | narciarstwo alpejskie | slalom gigant           | 18 grudnia |
| Złoto  | Adam Cieślar Szczepan Kupczak Paweł Słowiok             | kombinacja norweska   | zawody drużynowe        | 18 grudnia |
| Złoto  | Krzysztof Biegun Bartłomiej Kłusek Aleksander Zniszczoł | skoki narciarskie     | konkurs drużynowy       | 18 grudnia |
| Złoto  | Krzysztof Biegun                                        | skoki narciarskie     | skocznia duża           | 20 grudnia |
| Srebro | Weronika Nowakowska-Ziemniak                            | biathlon              | bieg indywidualny       | 13 grudnia |
| Srebro | Natalia Czerwonka                                       | łyżwiarstwo szybkie   | 1500 metrów             | 13 grudnia |
| Srebro | Krzysztof Biegun                                        | skoki narciarskie     | skocznia normalna       | 14 grudnia |
| Srebro | Monika Hojnisz                                          | biathlon              | sprint                  | 15 grudnia |
| Srebro | Karolina Chrapek                                        | narciarstwo alpejskie | supergigant             | 15 grudnia |
| Srebro | Monika Hojnisz                                          | biathlon              | bieg pościgowy          | 16 grudnia |
| Srebro | Adam Cieślar                                            | kombinacja norweska   | 10 km/skocznia normalna | 16 grudnia |
| Srebro | Jan Szymański                                           | łyżwiarstwo szybkie   | 1000 metrów             | 17 grudnia |
| Srebro | Szczepan Karpiel                                        | narciarstwo dowolne   | slopestyle              | 18 grudnia |
| Srebro | Weronika Nowakowska-Ziemniak                            | biathlon              | bieg masowy             | 20 grudnia |
| Brąz   | Zuzanna Smykała                                         | snowboard             | snowboardcross          | 12 grudnia |
| Brąz   | Karolina Chrapek                                        | narciarstwo alpejskie | zjazd                   | 13 grudnia |
| Brąz   | Paweł Słowiok                                           | kombinacja norweska   | 10 km/skocznia normalna | 16 grudnia |

## Reprezentanci

### Biathlon

#### Mężczyźni
- Grzegorz Bril
- Grzegorz Guzik
- Rafał Lepel
- Łukasz Słonina
- Łukasz Szczurek
- Dariusz Krajewski
- Mateusz Zawół

| Konkurencja       | Zawodnik          | Czas      | Miejsce |
| ----------------- | ----------------- | --------- | ------- |
| Sprint            | Grzegorz Bril     | 28:10,4   | 40.     |
| Sprint            | Rafał Lepel       | 27:53,8   | 37.     |
| Sprint            | Dariusz Krajewski | 29:00,4   | 47.     |
| Sprint            | Łukasz Słonina    | 27:15,9   | 33.     |
| Sprint            | Łukasz Szczurek   | 26:39,1   | 21.     |
| Sprint            | Mateusz Zawół     | 28:34,5   | 44.     |
| Bieg indywidualny | Grzegorz Bril     | 58:58,8   | 31.     |
| Bieg indywidualny | Rafał Lepel       | 59:39,7   | 33.     |
| Bieg indywidualny | Dariusz Krajewski | 1:03:49,1 | 47.     |
| Bieg indywidualny | Łukasz Słonina    | 53:44,0   | 8.      |
| Bieg indywidualny | Łukasz Szczurek   | 59:43,6   | 36.     |
| Bieg indywidualny | Mateusz Zawół     | 1:04:33,2 | 48.     |
| Bieg pościgowy    | Grzegorz Bril     | 40:13,1   | 33.     |
| Bieg pościgowy    | Rafał Lepel       | 40:53,4   | 37.     |
| Bieg pościgowy    | Dariusz Krajewski | 44:46,7   | 49.     |
| Bieg pościgowy    | Łukasz Słonina    | 39:21,5   | 31.     |
| Bieg pościgowy    | Łukasz Szczurek   | 39:42,5   | 32.     |
| Bieg pościgowy    | Mateusz Zawół     | 43:19,2   | 44.     |
| Bieg masowy       | Łukasz Słonina    | 40:49,8   | 13.     |
| Bieg masowy       | Łukasz Szczurek   | 40:43,4   | 11.     |

#### Kobiety
- Monika Hojnisz
- Patrycja Hojnisz
- Anna Mąka
- Weronika Nowakowska-Ziemniak

| Konkurencja       | Zawodniczka                  | Czas      | Miejsce |
| ----------------- | ---------------------------- | --------- | ------- |
| Sprint            | Monika Hojnisz               | 22:55,4   | srebro  |
| Sprint            | Patrycja Hojnisz             | 26:07,6   | 29.     |
| Sprint            | Anna Mąka                    | 24:44,7   | 12.     |
| Sprint            | Weronika Nowakowska-Ziemniak | 22:44,8   | złoto   |
| Bieg indywidualny | Monika Hojnisz               | 48:36,9   | 6.      |
| Bieg indywidualny | Patrycja Hojnisz             | 1:00:43,0 | 33.     |
| Bieg indywidualny | Anna Mąka                    | 51:22,8   | 16.     |
| Bieg indywidualny | Weronika Nowakowska-Ziemniak | 47:53,5   | srebro  |
| Bieg pościgowy    | Monika Hojnisz               | 33:31,7   | srebro  |
| Bieg pościgowy    | Patrycja Hojnisz             | 41:36,6   | 31.     |
| Bieg pościgowy    | Anna Mąka                    | 37:00,5   | 9.      |
| Bieg pościgowy    | Weronika Nowakowska-Ziemniak | 33:05,6   | złoto   |
| Bieg masowy       | Monika Hojnisz               | 39:39,1   | 4.      |
| Bieg masowy       | Anna Mąka                    | 42:46,0   | 17.     |
| Bieg masowy       | Weronika Nowakowska-Ziemniak | 38:42,0   | srebro  |

#### Konkurencja mieszana
| Konkurencja       | Zawodnicy                                            | Czas      | Miejsce |
| ----------------- | ---------------------------------------------------- | --------- | ------- |
| Sztafeta mieszana | Anna Mąka Patrycja Hojnisz Rafał Lepel Grzegorz Bril | 1:25:21,2 | 7.      |

### Biegi narciarskie

#### Mężczyźni
- Jan Antolec
- Sebastian Gazurek
- Paweł Klisz

| Konkurencja       | Zawodnik          | Kwalifikacje | Kwalifikacje | Ćwierćfinały | Ćwierćfinały | Półfinały | Półfinały | Finały    | Finały  |
| Konkurencja       | Zawodnik          | Czas         | Miejsce      | Czas         | Miejsce      | Czas      | Miejsce   | Czas      | Miejsce |
| ----------------- | ----------------- | ------------ | ------------ | ------------ | ------------ | --------- | --------- | --------- | ------- |
| Sprint            | Jan Antolec       | 3:36,62      | 29. Q        | 3:26,82      | 3. q         | 3:31,33   | 6.        | NQ        | 12.     |
| Sprint            | Sebastian Gazurek | 3:33,85      | 19. Q        | 3:39,48      | 6.           | NQ        | NQ        | NQ        | 28.     |
| Sprint            | Paweł Klisz       | 3:39,19      | 41.          | NQ           | NQ           | NQ        | NQ        | NQ        | 41.     |
| Bieg łączony      | Jan Antolec       | —            | —            | —            | —            | —         | —         | 40:16,3   | 26.     |
| Bieg łączony      | Sebastian Gazurek | —            | —            | —            | —            | —         | —         | 39:46,9   | 15.     |
| Bieg łączony      | Paweł Klisz       | —            | —            | —            | —            | —         | —         | 41:35,8   | 41.     |
| Bieg indywidualny | Jan Antolec       | —            | —            | —            | —            | —         | —         | 24:46,5   | 14.     |
| Bieg indywidualny | Sebastian Gazurek | —            | —            | —            | —            | —         | —         | 25:23,9   | 33.     |
| Bieg indywidualny | Paweł Klisz       | —            | —            | —            | —            | —         | —         | 25:03,8   | 22.     |
| Bieg masowy       | Paweł Klisz       | —            | —            | —            | —            | —         | —         | 1:31:51,7 | 40.     |

#### Kobiety
- Natalia Grzebisz
- Marcela Marcisz
- Justyna Mordarska

| Konkurencja       | Zawodniczka                                                   | Kwalifikacje | Kwalifikacje | Ćwierćfinały | Ćwierćfinały | Półfinały | Półfinały | Finały  | Finały  |
| Konkurencja       | Zawodniczka                                                   | Czas         | Miejsce      | Czas         | Miejsce      | Czas      | Miejsce   | Czas    | Miejsce |
| ----------------- | ------------------------------------------------------------- | ------------ | ------------ | ------------ | ------------ | --------- | --------- | ------- | ------- |
| Sprint            | Natalia Grzebisz                                              | 3:39,33      | 28. Q        | 3:39,88      | 6.           | NQ        | NQ        | NQ      | 30.     |
| Sprint            | Marcela Marcisz-Niemczycka                                    | 3:34,19      | 14. Q        | 3:29,45      | 2. Q         | 3:33,20   | 6.        | NQ      | 12.     |
| Sprint            | Justyna Mordarska                                             | 3:40,23      | 29. Q        | 3:32,70      | 4.           | NQ        | NQ        | NQ      | 20.     |
| Bieg łączony      | Natalia Grzebisz                                              | —            | —            | —            | —            | —         | —         | 32:32,8 | 45.     |
| Bieg łączony      | Marcela Marcisz-Niemczycka                                    | —            | —            | —            | —            | —         | —         | 31:41,6 | 34.     |
| Bieg łączony      | Justyna Mordarska                                             | —            | —            | —            | —            | —         | —         | 31:20,6 | 29.     |
| Bieg indywidualny | Natalia Grzebisz                                              | —            | —            | —            | —            | —         | —         | 14:46,2 | 57.     |
| Bieg indywidualny | Marcela Marcisz-Niemczycka                                    | —            | —            | —            | —            | —         | —         | 14:34,0 | 51.     |
| Bieg indywidualny | Justyna Mordarska                                             | —            | —            | —            | —            | —         | —         | 13:58,9 | 24.     |
| Bieg masowy       | Natalia Grzebisz                                              | —            | —            | —            | —            | —         | —         | 46:12,3 | 34.     |
| Bieg masowy       | Marcela Marcisz-Niemczycka                                    | —            | —            | —            | —            | —         | —         | 45:22,8 | 26.     |
| Sztafeta          | Marcela Marcisz-Niemczycka Natalia Grzebisz Justyna Mordarska | —            | —            | —            | —            | —         | —         | 44:26,2 | 9.      |

#### Konkurencja mieszana
| Konkurencja      | Zawodnicy                                    | Półfinały | Półfinały | Finały  | Finały  |
| Konkurencja      | Zawodnicy                                    | Czas      | Miejsce   | Czas    | Miejsce |
| ---------------- | -------------------------------------------- | --------- | --------- | ------- | ------- |
| Sprint drużynowy | Sebastian Gazurek Marcela Marcisz-Niemczycka | 18:27,03  | 6. Q      | 18:47,5 | 10.     |
| Sprint drużynowy | Jan Antolec Justyna Mordarska                | 18:17,43  | 3. Q      | 18:02,7 | 5.      |

### Kombinacja norweska
- Adam Cieślar
- Szczepan Kupczak
- Paweł Słowiok
- Andrzej Gąsienica

| Konkurencja                     | Zawodnik         | Skok   | Skok    | Bieg    | Bieg    | Miejsce |
| Konkurencja                     | Zawodnik         | Punkty | Miejsce | Czas    | Miejsce | Miejsce |
| ------------------------------- | ---------------- | ------ | ------- | ------- | ------- | ------- |
| Skocznia normalna/bieg na 10 km | Adam Cieślar     | 126,7  | 3.      | 26:23,0 | 8.      | złoto   |
| Skocznia normalna/bieg na 10 km | Szczepan Kupczak | 118,7  | 11.     | 28:21,9 | 25.     | 23.     |
| Skocznia normalna/bieg na 10 km | Paweł Słowiok    | 117,3  | 13.     | 26:45,0 | 15.     | 17.     |
| Bieg na 10 km/skocznia normalna | Adam Cieślar     | 149,6  | 3.      | 25:30,4 | 6.      | srebro  |
| Bieg na 10 km/skocznia normalna | Szczepan Kupczak | 146,2  | 4.      | 26:05,1 | 16.     | 5.      |
| Bieg na 10 km/skocznia normalna | Paweł Słowiok    | 149,6  | 3.      | 25:23,6 | 6.      | brąz    |
| Skocznia normalna/sztafeta      | Szczepan Kupczak | 126,8  | 2.      | 12:51,9 | 3.      | złoto   |
| Skocznia normalna/sztafeta      | Paweł Słowiok    | 126,1  | 2.      | 12:49,6 | 3.      | złoto   |
| Skocznia normalna/sztafeta      | Adam Cieślar     | 122,9  | 2.      | 12:55,1 | 3.      | złoto   |

### Łyżwiarstwo szybkie

#### Mężczyźni
- Wojciech Baran
- Sebastian Druszkiewicz
- Andrzej Gąsienica-Laskowy
- Piotr Głowacki
- Mateusz Kasprzyk
- Piotr Michalski
- Artur Nogal
- Piotr Puszkarski
- Dariusz Stanuch
- Jan Szymański
- Adrian Wielgat
- Patryk Wójcik

| Konkurencja    | Zawodnik                                        | Wyścig 1. | Wyścig 1. | Wyścig 2. | Wyścig 2. | Finał    | Finał   |
| Konkurencja    | Zawodnik                                        | Czas      | Miejsce   | Czas      | Miejsce   | Czas     | Miejsce |
| -------------- | ----------------------------------------------- | --------- | --------- | --------- | --------- | -------- | ------- |
| 500 metrów     | Mateusz Kasprzyk                                | 38,86     | 25.       | 38,98     | 25.       | 1:17,84  | 23.     |
| 500 metrów     | Artur Nogal                                     | 35,85     | 6.        | 36,36     | 9.        | 1:12,22  | 6.      |
| 500 metrów     | Piotr Puszkarski                                | 37,46     | 20.       | DNS       | DNS       | DNF      | –       |
| 1000 metrów    | Mateusz Kasprzyk                                | —         | —         | —         | —         | 1:16,41  | 30.     |
| 1000 metrów    | Piotr Puszkarski                                | —         | —         | —         | —         | 1:12,73  | 19.     |
| 1000 metrów    | Jan Szymański                                   | —         | —         | —         | —         | 1:10,30  | srebro  |
| 1000 metrów    | Patryk Wójcik                                   | —         | —         | —         | —         | 1:14,37  | 23.     |
| 1500 metrów    | Piotr Puszkarski                                | —         | —         | —         | —         | 1:51,59  | 12.     |
| 1500 metrów    | Dariusz Stanuch                                 | —         | —         | —         | —         | 1:56,58  | 26.     |
| 1500 metrów    | Jan Szymański                                   | —         | —         | —         | —         | 1:47,80  | złoto   |
| 1500 metrów    | Patryk Wójcik                                   | —         | —         | —         | —         | 1:53,02  | 19.     |
| 5000 metrów    | Sebastian Druszkiewicz                          | —         | —         | —         | —         | 6:43,57  | 8.      |
| 5000 metrów    | Jan Szymański                                   | —         | —         | —         | —         | 6:32,47  | złoto   |
| 5000 metrów    | Adrian Wielgat                                  | —         | —         | —         | —         | 6:51,83  | 12.     |
| 10000 metrów   | Sebastian Druszkiewicz                          | —         | —         | —         | —         | 13:58,86 | 5.      |
| 10000 metrów   | Andrzej Gąsienica-Laskowy                       | —         | —         | —         | —         | 14:50,96 | 16.     |
| 10000 metrów   | Piotr Głowacki                                  | —         | —         | —         | —         | 14:41,14 | 15.     |
| Bieg drużynowy | Piotr Puszkarski Dariusz Stanuch Adrian Wielgat | 3:56,94   | 5. (FC)   | —         | —         | 4:03,27  | 6.      |

#### Kobiety
- Natalia Czerwonka
- Aleksandra Dębowska
- Angelika Fudalej
- Aleksandra Goss

| Konkurencja    | Zawodniczka                                          | Wyścig 1. | Wyścig 1. | Wyścig 2. | Wyścig 2. | Finał   | Finał   |
| Konkurencja    | Zawodniczka                                          | Czas      | Miejsce   | Czas      | Miejsce   | Czas    | Miejsce |
| -------------- | ---------------------------------------------------- | --------- | --------- | --------- | --------- | ------- | ------- |
| 500 metrów     | Aleksandra Dębowska                                  | 42,59     | 21.       | 42,00     | 19.       | 1:24,59 | 21.     |
| 1000 metrów    | Aleksandra Dębowska                                  | —         | —         | —         | —         | 1:23,62 | 18.     |
| 1000 metrów    | Aleksandra Goss                                      | —         | —         | —         | —         | 1:25,96 | 23.     |
| 1500 metrów    | Natalia Czerwonka                                    | —         | —         | —         | —         | 2:02,33 | srebro  |
| 1500 metrów    | Aleksandra Dębowska                                  | —         | —         | —         | —         | DSQ     | –       |
| 1500 metrów    | Angelika Fudalej                                     | —         | —         | —         | —         | 2:09,08 | 13.     |
| 1500 metrów    | Aleksandra Goss                                      | —         | —         | —         | —         | 2:11,78 | 24.     |
| 3000 metrów    | Natalia Czerwonka                                    | —         | —         | —         | —         | 4:19,50 | 4.      |
| 3000 metrów    | Angelika Fudalej                                     | —         | —         | —         | —         | 4:31,54 | 12.     |
| 3000 metrów    | Aleksandra Goss                                      | —         | —         | —         | —         | 4:31,66 | 13.     |
| 5000 metrów    | Angelika Fudalej                                     | —         | —         | —         | —         | 7:40,02 | 9.      |
| 5000 metrów    | Aleksandra Goss                                      | —         | —         | —         | —         | 7:43,22 | 10.     |
| Bieg drużynowy | Aleksandra Dębowska Angelika Fudalej Aleksandra Goss | 3:22,31   | 7. (FD)   | —         | —         | WO      | 7.      |

### Narciarstwo alpejskie

#### Mężczyźni
- Adam Chrapek
- Mateusz Garniewicz
- Jakub Ilewicz
- Michał Jasiczek
- Michał Kłusak
- Jakub Kłusak
- Filip Rzepecki
- Paweł Starzyk
- Wojciech Szczepanik

| Konkurencja   | Zawodnik            | Zjazd 1. | Zjazd 1. | Zjazd 2. | Zjazd 2. | Suma    | Miejsce |
| Konkurencja   | Zawodnik            | Czas     | Miejsce  | Czas     | Miejsce  | Suma    | Miejsce |
| ------------- | ------------------- | -------- | -------- | -------- | -------- | ------- | ------- |
| Zjazd         | Adam Chrapek        | 1:16,92  | 25.      | —        | —        | 1:16,92 | 25.     |
| Zjazd         | Michał Kłusak       | DNF      | DNF      | —        | —        | DNF     | –       |
| Zjazd         | Jakub Kłusak        | 1:18,67  | 35.      | —        | —        | 1:18,67 | 35.     |
| Zjazd         | Paweł Starzyk       | 1:20,86  | 41.      | —        | —        | 1:20,86 | 41.     |
| Zjazd         | Wojciech Szczepanik | 1:18,13  | 31.      | —        | —        | 1:18,13 | 31.     |
| Supergigant   | Adam Chrapek        | 1:25,74  | 23.      | —        | —        | 1:25,74 | 23.     |
| Supergigant   | Michał Kłusak       | 1:27,63  | 36.      | —        | —        | 1:27,63 | 36.     |
| Supergigant   | Jakub Kłusak        | 1:28,77  | 44.      | —        | —        | 1:28,77 | 44.     |
| Supergigant   | Paweł Starzyk       | 1:30,02  | 48.      | —        | —        | 1:30,02 | 48.     |
| Supergigant   | Wojciech Szczepanik | DNF      | DNF      | —        | —        | DNF     | –       |
| Slalom gigant | Adam Chrapek        | 57,78    | 57.      | 56,25    | 47.      | 1:54,03 | 48.     |
| Slalom gigant | Mateusz Garniewicz  | 58,86    | 61.      | DNF      | DNF      | DNF     | –       |
| Slalom gigant | Jakub Ilewicz       | DNF      | DNF      | NQ       | NQ       | DNF     | –       |
| Slalom gigant | Filip Rzepecki      | 56,72    | 44.      | 56,14    | 46.      | 1:52,86 | 41.     |
| Slalom gigant | Wojciech Szczepanik | DNF      | DNF      | NQ       | NQ       | DNF     | –       |
| Slalom        | Adam Chrapek        | DNF      | DNF      | NQ       | NQ       | DNF     | –       |
| Slalom        | Mateusz Garniewicz  | 49,66    | 35.      | DNF      | DNF      | DNF     | –       |
| Slalom        | Jakub Ilewicz       | DNF      | DNF      | NQ       | NQ       | DNF     | –       |
| Slalom        | Michał Jasiczek     | DNF      | DNF      | NQ       | NQ       | DNF     | –       |
| Slalom        | Filip Rzepecki      | 48,93    | 32.      | 50,68    | 34.      | 1:39,61 | 32.     |

#### Kobiety
- Anna Berezik
- Karolina Chrapek
- Agnieszka Gąsienica-Gładczan
- Maryna Gąsienica-Daniel
- Aleksandra Kluś
- Sabina Majerczyk

| Konkurencja   | Zawodniczka                  | Zjazd 1. | Zjazd 1. | Zjazd 2. | Zjazd 2. | Suma    | Miejsce |
| Konkurencja   | Zawodniczka                  | Czas     | Miejsce  | Czas     | Miejsce  | Suma    | Miejsce |
| ------------- | ---------------------------- | -------- | -------- | -------- | -------- | ------- | ------- |
| Zjazd         | Karolina Chrapek             | 1:18,21  | 3.       | —        | —        | 1:18,21 | brąz    |
| Zjazd         | Maryna Gąsienica-Daniel      | DNF      | DNF      | —        | —        | DNF     | –       |
| Supergigant   | Karolina Chrapek             | 1:28,58  | 2.       | —        | —        | 1:28,58 | srebro  |
| Supergigant   | Agnieszka Gąsienica-Gładczan | 1:29,36  | 6.       | —        | —        | 1:29,36 | 6.      |
| Supergigant   | Maryna Gąsienica-Daniel      | 1:30,27  | 14.      | —        | —        | 1:30,27 | 14.     |
| Slalom gigant | Agnieszka Gąsienica-Gładczan | 56,94    | 15.      | 55,92    | 9.       | 1:52,86 | 11.     |
| Slalom gigant | Maryna Gąsienica-Daniel      | 55,09    | 1.       | 55,90    | 8.       | 1:50,99 | złoto   |
| Slalom gigant | Aleksandra Kluś              | 58,97    | 39.      | 58,73    | 38.      | 1:57,70 | 36.     |
| Slalom gigant | Sabina Majerczyk             | 57,25    | 21.      | 56,21    | 15.      | 1:53,46 | 19.     |
| Slalom        | Agnieszka Gąsienica-Gładczan | 52,12    | 20.      | DNF      | DNF      | DNF     | –       |
| Slalom        | Maryna Gąsienica-Daniel      | DNF      | DNF      | —        | —        | DNF     | –       |
| Slalom        | Aleksandra Kluś              | 50,78    | 11.      | 49,91    | 16.      | 1:40,69 | 12.     |
| Slalom        | Sabina Majerczyk             | 52,48    | 24.      | 56,98    | 35.      | 1:49,46 | 33.     |

### Narciarstwo dowolne
- Mateusz Habrat
- Szczepan Karpiel
- Zuzanna Witych

| Konkurencja       | Zawodnik       | Kwalifikacje | Kwalifikacje | Miejsce końcowe |
| Konkurencja       | Zawodnik       | Czas         | Miejsce      | Miejsce końcowe |
| ----------------- | -------------- | ------------ | ------------ | --------------- |
| Skicross mężczyzn | Mateusz Habrat | 46,19        | 3.           | złoto           |

| Konkurencja         | Zawodnik         | Przejazd | Miejsce |
| ------------------- | ---------------- | -------- | ------- |
| Slopestyle mężczyzn | Szczepan Karpiel | 87,00    | srebro  |
| Slopestyle kobiet   | Zuzanna Witych   | 54,80    | 4.      |

### Short track

#### Mężczyźni
- Michał Domański
- Adam Filipowicz
- Sebastian Kłosiński
- Wojciech Kraśnicki

| Konkurencja         | Zawodnik                                                               | Preeliminacje | Preeliminacje | Eliminacje | Eliminacje | Ćwierćfinał | Ćwierćfinał | Półfinał   | Półfinał | Finał    | Finał   | Miejsce |
| Konkurencja         | Zawodnik                                                               | Czas          | Pozycja       | Czas       | Pozycja    | Czas        | Pozycja     | Czas       | Pozycja  | Czas     | Pozycja | Miejsce |
| ------------------- | ---------------------------------------------------------------------- | ------------- | ------------- | ---------- | ---------- | ----------- | ----------- | ---------- | -------- | -------- | ------- | ------- |
| Bieg na 500 metrów  | Michał Domański                                                        | 44,580        | 2. Q          | 44,187     | 4.         | NQ          | NQ          | NQ         | NQ       | NQ       | NQ      | '20.    |
| Bieg na 500 metrów  | Adam Filipowicz                                                        | 43,872        | 4.            | NQ         | NQ         | NQ          | NQ          | NQ         | NQ       | NQ       | NQ      | 34.     |
| Bieg na 500 metrów  | Sebastian Kłosiński                                                    | 43,127        | 1. Q          | 42,807     | 3.         | NQ          | NQ          | NQ         | NQ       | NQ       | NQ      | 18.     |
| Bieg na 1000 metrów | Adam Filipowicz                                                        | 1:31,617      | 3.            | NQ         | NQ         | NQ          | NQ          | NQ         | NQ       | NQ       | NQ      | 31.     |
| Bieg na 1000 metrów | Sebastian Kłosiński                                                    | 1:28,027      | 3. q          | 1:28,577   | 3. q       | brak czasu  | 5.          | NQ         | NQ       | NQ       | NQ      | 15.     |
| Bieg na 1000 metrów | Wojciech Kraśnicki                                                     | 1:28,672      | 4.            | NQ         | NQ         | NQ          | NQ          | NQ         | NQ       | NQ       | NQ      | 34.     |
| Bieg na 1500 metrów | Michał Domański                                                        | —             | —             | 2:33,301   | 3. Q       | 2:24,115    | 6.          | NQ         | NQ       | NQ       | NQ      | 20.     |
| Bieg na 1500 metrów | Adam Filipowicz                                                        | —             | —             | 2:23,231   | 4.         | NQ          | NQ          | NQ         | NQ       | NQ       | NQ      | 25.     |
| Bieg na 1500 metrów | Wojciech Kraśnicki                                                     | —             | —             | 2:36,774   | 4.         | NQ          | NQ          | NQ         | NQ       | NQ       | NQ      | 30.     |
| Sztafeta            | Michał Domański Adam Filipowicz Sebastian Kłosiński Wojciech Kraśnicki | —             | —             | 7:04,855   | 2. Q       | —           | —           | brak czasu | 4. (FB)  | 7:01,311 | 6.      | 6.      |

#### Kobiety
- Aida Bella
- Paula Bzura
- Barbara Kobylakiewicz
- Kaja Pniewska
- Agnieszka Tawrel
- Marta Wójcik

| Konkurencja         | Zawodniczka                                            | Kwalifikacje | Kwalifikacje | Ćwierćfinał | Ćwierćfinał | Półfinał | Półfinał | Finał    | Finał   | Miejsce |
| Konkurencja         | Zawodniczka                                            | Czas         | Pozycja      | Czas        | Pozycja     | Czas     | Pozycja  | Czas     | Pozycja | Miejsce |
| ------------------- | ------------------------------------------------------ | ------------ | ------------ | ----------- | ----------- | -------- | -------- | -------- | ------- | ------- |
| Bieg na 500 metrów  | Aida Bella                                             | 46,074       | 2. Q         | 45,077      | 3.          | NQ       | NQ       | NQ       | NQ      | 10.     |
| Bieg na 500 metrów  | Barbara Kobylakiewicz                                  | 47,378       | 3.           | NQ          | NQ          | NQ       | NQ       | NQ       | NQ      | 21.     |
| Bieg na 500 metrów  | Marta Wójcik                                           | 45,715       | 2. Q         | 45,258      | 3.          | NQ       | NQ       | NQ       | NQ      | 11.     |
| Bieg na 1000 metrów | Kaja Pniewska                                          | 1:44,331     | 3.           | NQ          | NQ          | NQ       | NQ       | NQ       | NQ      | 22.     |
| Bieg na 1000 metrów | Agnieszka Tawrel                                       | 1:56,369     | 3.           | NQ          | NQ          | NQ       | NQ       | NQ       | NQ      | 24.     |
| Bieg na 1000 metrów | Marta Wójcik                                           | 2:07,370     | 3. adv       | 2:05,164    | 3.          | NQ       | NQ       | NQ       | NQ      | 12.     |
| Bieg na 1500 metrów | Aida Bella                                             | 2:39,931     | 6.           | NQ          | NQ          | NQ       | NQ       | NQ       | NQ      | 30.     |
| Bieg na 1500 metrów | Barbara Kobylakiewicz                                  | 2:47,533     | 4.           | NQ          | NQ          | NQ       | NQ       | NQ       | NQ      | 24.     |
| Bieg na 1500 metrów | Marta Wójcik                                           | 2:31,429     | 4.           | NQ          | NQ          | NQ       | NQ       | NQ       | NQ      | 20.     |
| Sztafeta            | Aida Bella Kaja Pniewska Agnieszka Tawrel Marta Wójcik | —            | —            | —           | —           | 4:32,246 | 4. (FB)  | 4:30,104 | 7.      | 7.      |

### Skoki narciarskie
- Krzysztof Biegun
- Stanisław Biela
- Bartłomiej Kłusek
- Jakub Kot
- Łukasz Rutkowski
- Andrzej Zapotoczny
- Aleksander Zniszczoł

| Konkurencja       | Zawodnik             | Runda 1.      | Runda 1. | Runda 1. | Runda 2.      | Runda 2. | Runda 2. | Suma   | Suma    |
| Konkurencja       | Zawodnik             | Odległość (m) | Punkty   | Miejsce  | Odległość (m) | Punkty   | Miejsce  | Punkty | Miejsce |
| ----------------- | -------------------- | ------------- | -------- | -------- | ------------- | -------- | -------- | ------ | ------- |
| Skocznia normalna | Krzysztof Biegun     | 100,0         | 130,6    | 5.       | 101,5         | 136,6    | 1.       | 267,2  | srebro  |
| Skocznia normalna | Stanisław Biela      | 92,5          | 108,5    | 24.      | 94,0          | 110,5    | 26.      | 219,0  | 26.     |
| Skocznia normalna | Bartłomiej Kłusek    | 102,0         | 135,1    | 1.       | 88,5          | 113,7    | 21.      | 248,8  | 7.      |
| Skocznia normalna | Jakub Kot            | 82,0          | 93,6     | 34.      | NQ            | NQ       | NQ       | 93,6   | 34.     |
| Skocznia normalna | Andrzej Zapotoczny   | 95,0          | 115,0    | 17.      | 102,5         | 132,3    | 4.       | 247,3  | 9.      |
| Skocznia normalna | Aleksander Zniszczoł | 95,5          | 119,8    | 13.      | 102,0         | 127,4    | 5.       | 247,2  | 10.     |
| Skocznia duża     | Krzysztof Biegun     | 129,0         | 141,2    | 1.       | 127,0         | 137,4    | 1.       | 278,6  | złoto   |
| Skocznia duża     | Stanisław Biela      | 115,5         | 104,9    | 26.      | 116,0         | 110,4    | 20.      | 215,3  | 25.     |
| Skocznia duża     | Bartłomiej Kłusek    | 120,5         | 120,9    | 13.      | 127,5         | 128,8    | 6.       | 250,7  | 9.      |
| Skocznia duża     | Jakub Kot            | 111,5         | 102,2    | 28.      | 119,0         | 114,5    | 15.      | 216,7  | 23.     |
| Skocznia duża     | Andrzej Zapotoczny   | 122,5         | 125,0    | 11.      | 118,5         | 110,8    | 19.      | 235,8  | 16.     |
| Skocznia duża     | Aleksander Zniszczoł | 122,0         | 125,7    | 8.       | 122,5         | 125,0    | 9.       | 250,7  | 8.      |
| Konkurs drużynowy | Aleksander Zniszczoł | 97,5          | 122,1    | 1.       | 99,0          | 129,0    | 1.       | 755,5  | złoto   |
| Konkurs drużynowy | Bartłomiej Kłusek    | 99,5          | 125,5    | 1.       | 93,5          | 114,6    | 1.       | 755,5  | złoto   |
| Konkurs drużynowy | Krzysztof Biegun     | 100,0         | 127,7    | 1.       | 103,5         | 136,6    | 1.       | 755,5  | złoto   |

### Snowboard

#### Mężczyźni
- Oskar Bom
- Jędrzej Derda
- Andrzej Gąsienica-Daniel
- Tomasz Kowalczyk
- Piotr Gryzło
- Marcin Bocian
- Dawid Wal

| Konkurencja              | Zawodnik                 | Kwalifikacje | Kwalifikacje | Miejsce końcowe |
| Konkurencja              | Zawodnik                 | Wynik        | Pozycja      | Miejsce końcowe |
| ------------------------ | ------------------------ | ------------ | ------------ | --------------- |
| Snowboardcross           | Dawid Wal                | 44,65        | 3. Q         | 5.              |
| Snowboardcross           | Marcin Bocian            | 45,29        | 7. Q         | 9.              |
| Slalom gigant równoległy | Oskar Bom                | 1:27,82      | 24.          | 24.             |
| Slalom gigant równoległy | Jędrzej Derda            | 1:25,98      | 18.          | 18.             |
| Slalom gigant równoległy | Andrzej Gąsienica-Daniel | DNF          | –            | –               |
| Slalom gigant równoległy | Tomasz Kowalczyk         | 1:25,04      | 12. Q        | 8.              |
| Slopestyle               | Piotr Gryzło             | 59,50        | 13.          | 13.             |
| Halfpipe                 | Piotr Gryzło             | 53,25        | 12.          | 13.             |
| Halfpipe                 | Łukasz Kaczor            | DNS          | –            | –               |

#### Kobiety
- Weronika Biela
- Aleksandra Król
- Karolina Sztokfisz
- Anna Moskal
- Julia Piasecka
- Joanna Zając
- Diana Sadłowska
- Zuzanna Smykała

| Konkurencja              | Zawodniczka        | Kwalifikacje | Kwalifikacje | Miejsce końcowe |
| Konkurencja              | Zawodniczka        | Czas         | Pozycja      | Miejsce końcowe |
| ------------------------ | ------------------ | ------------ | ------------ | --------------- |
| Snowboardcross           | Zuzanna Smykała    | 48,30        | 3. Q         | brąz            |
| Slalom gigant równoległy | Weronika Biela     | DSQ          | –            | 32.             |
| Slalom gigant równoległy | Aleksandra Król    | 1:38,79      | 17.          | 17.             |
| Slalom gigant równoległy | Karolina Sztokfisz | 1:33,17      | 7. Q         | 6.              |
| Slopestyle               | Diana Sadłowska    | 25,75        | 13.          | 13.             |
| Halfpipe                 | Anna Moskal        | 39,75        | 16.          | 16.             |
| Halfpipe                 | Julia Piasecka     | 58,50        | 9.           | 9.              |
| Halfpipe                 | Joanna Zając       | 51,00        | 11.          | 11.             |